# Nati nel 1998/Agosto
| Questa pagina contiene informazioni ricavate automaticamente dalle voci biografiche con l'ausilio del template Bio e di un bot. L'aggiornamento è periodico e automatico e ricostruisce completamente la pagina. Se manca una persona in questa lista, sei pregato di non aggiungerla, ma accertati piuttosto che la sua voce biografica contenga il template Bio e che i dati anagrafici siano correttamente compilati. Se il template Bio manca, inseriscilo tu stesso o, in alternativa, metti l'avviso {{tmp\|Bio}} che ne segnala la mancanza. Se i dati riportati sono sbagliati, correggi direttamente la voce biografica; le modifiche saranno visibili in questa lista entro pochi giorni. Per chiarimenti vedi il progetto biografie. La lista contiene solo le 390 persone che sono citate nell'enciclopedia e per le quali è stato implementato correttamente il template Bio. Pagina aggiornata al 18 ago 2025. |

- 1º agosto - Javi Alonso, calciatore spagnolo
- 1º agosto - Marwan Ateya, calciatore egiziano
- 1º agosto - Dana Evans, cestista statunitense
- 1º agosto - Zian Flemming, calciatore olandese
- 1º agosto - Khamani Griffin, attore statunitense
- 1º agosto - Tawin Hanprab, taekwondoka thailandese
- 1º agosto - Nahid Kiani, taekwondoka iraniana
- 1º agosto - Eric Loeppky, pallavolista canadese
- 1º agosto - Ma Zhenxia, marciatrice cinese
- 1º agosto - Čingiz Magomadov, calciatore russo
- 1º agosto - Zinedin Mustedanagić, calciatore bosniaco
- 1º agosto - Nils Toms Puriņš, calciatore lettone
- 1º agosto - Amelia Smart, sciatrice alpina canadese
- 2 agosto - Valentin Costache, calciatore rumeno
- 2 agosto - Luan Fiuza, giocatore di calcio a 5 brasiliano
- 2 agosto - Dante Hannoun, hockeista su ghiaccio canadese
- 2 agosto - Sophie Hansson, nuotatrice svedese
- 2 agosto - Julijana Janeva, lottatrice bulgara
- 2 agosto - Macarena Portales, calciatrice spagnola
- 2 agosto - Giarnni Regini-Moran, ginnasta britannico
- 2 agosto - Léo Jabá, calciatore brasiliano
- 2 agosto - Xhuliano Skuka, calciatore albanese
- 2 agosto - Jochem Vermeulen, mezzofondista belga
- 3 agosto - Eduardo Aguirre, calciatore messicano
- 3 agosto - Jacob Ahlsson, ciclista su strada e ciclocrossista svedese
- 3 agosto - Alexandra Botezat, pallavolista italiana
- 3 agosto - Terrell Bynum, giocatore di football americano statunitense
- 3 agosto - Tobias Damsgaard, ex calciatore danese
- 3 agosto - Florian Dietz, calciatore tedesco
- 3 agosto - Trevon Duval, cestista statunitense
- 3 agosto - Alan Jousseaume, ciclista su strada francese
- 3 agosto - Edo Kayembe, calciatore congolese (Repubblica Democratica del Congo)
- 3 agosto - Fabricio Silva Costa, calciatore brasiliano
- 3 agosto - Alan Soñora, calciatore statunitense
- 3 agosto - Chris Stoll, giocatore di football americano statunitense
- 3 agosto - Viktor Verschaeve, ex ciclista su strada belga
- 3 agosto - Marcus Zegarowski, cestista statunitense
- 3 agosto - Cozi Zuehlsdorff, attrice e cantautrice statunitense
- 4 agosto - Adrián Ben, mezzofondista spagnolo
- 4 agosto - Jake Bobo, giocatore di football americano statunitense
- 4 agosto - Aurora Campagna, lottatrice italiana
- 4 agosto - Lil Skies, rapper statunitense
- 4 agosto - Mike Ford, giocatore di football americano statunitense
- 4 agosto - Michalīs Lountzīs, cestista greco
- 4 agosto - Daniel Mateiko, mezzofondista keniota
- 4 agosto - Genaro Alberto Olivieri, tennista argentino
- 4 agosto - Ercan Osmani, cestista albanese
- 4 agosto - Lara Peake, attrice inglese
- 4 agosto - Jordan Stout, giocatore di football americano statunitense
- 4 agosto - Freddie Swain, giocatore di football americano statunitense
- 4 agosto - Veljko Trifunović, calciatore serbo
- 4 agosto - Iker Unzueta, calciatore spagnolo
- 5 agosto - João Almeida, ciclista su strada e pistard portoghese
- 5 agosto - Lucas Arcanjo, calciatore brasiliano
- 5 agosto - Monica Boggioni, nuotatrice italiana
- 5 agosto - Mimi Keene, attrice britannica
- 5 agosto - Patryk Klimala, calciatore polacco
- 5 agosto - Lara Maggio, artista marziale italiana
- 5 agosto - Elisa Maria Nakab, sciatrice freestyle italiana
- 5 agosto - Kevin Rüegg, calciatore svizzero
- 5 agosto - Pavel Sitnikov, pattinatore di short track russo
- 5 agosto - Abdulrahman Taiwo, calciatore nigeriano
- 5 agosto - Davion Taylor, giocatore di football americano statunitense
- 5 agosto - Ruben Vargas, calciatore svizzero
- 5 agosto - Michail Vekoviščev, nuotatore russo
- 6 agosto - Ceylin del Carmen Alvarado, ciclocrossista e ciclista su strada olandese
- 6 agosto - Connor Brown, ex ciclista su strada e pistard neozelandese
- 6 agosto - Justin Gorham, cestista statunitense
- 6 agosto - Vadim Gulceac, calciatore moldavo
- 6 agosto - Mohamed Mazag, calciatore gibutiano
- 6 agosto - Ricardinho, calciatore portoghese
- 6 agosto - Nicholas Pierini, calciatore italiano
- 6 agosto - Juan Pablo Plada, calciatore uruguaiano
- 6 agosto - Stefan Purtić, calciatore serbo
- 6 agosto - Jack Scanlon, attore britannico
- 6 agosto - Chantelle Swaby, calciatrice statunitense
- 7 agosto - Vladimir Barbu, tuffatore italiano
- 7 agosto - Tommy DeVito, giocatore di football americano statunitense
- 7 agosto - Marek Fábry, calciatore slovacco
- 7 agosto - Travis Homer, giocatore di football americano statunitense
- 7 agosto - Jalen Hurts, giocatore di football americano statunitense
- 7 agosto - Amanda Nildén, calciatrice svedese
- 7 agosto - Pavle Perić, pallavolista serbo
- 7 agosto - Jefferson Tabinas, calciatore filippino
- 7 agosto - Vegard Kongsro, calciatore norvegese
- 7 agosto - Hunter Wonders, fondista statunitense
- 8 agosto - Geoffrey Blancaneaux, tennista francese
- 8 agosto - Jvli, produttore discografico, disc jockey e musicista italiano
- 8 agosto - Charles-Andreas Brym, calciatore canadese
- 8 agosto - De'Jon Davis, cestista statunitense
- 8 agosto - Tomás Fernández, calciatore argentino
- 8 agosto - Ryan García, pugile statunitense
- 8 agosto - Kameron Hankerson, cestista statunitense
- 8 agosto - Xavier McKinney, giocatore di football americano statunitense
- 8 agosto - Shawn Mendes, cantautore, musicista e modello canadese
- 8 agosto - Eleonora Oliva, calciatrice italiana
- 8 agosto - Johnstone Omurwa, calciatore keniota
- 8 agosto - Derrek Pitts, giocatore di football americano statunitense
- 8 agosto - Lara Prašnikar, calciatrice slovena
- 8 agosto - Liam Scales, calciatore irlandese
- 8 agosto - Skaar, cantante norvegese
- 8 agosto - Cristian Trujillo, calciatore colombiano
- 9 agosto - Ahmed Al-Sarori, calciatore yemenita
- 9 agosto - Giorgio Altare, calciatore italiano
- 9 agosto - Enzo Coacci, calciatore argentino
- 9 agosto - Zelim Kotsoiev, judoka ucraino
- 9 agosto - Tereza Neumanová, ciclista su strada e pistard ceca
- 9 agosto - Elizaveta Ovčinnikova, nuotatrice artistica russa
- 9 agosto - Melvin Raffin, triplista francese
- 9 agosto - Panagiōtīs Retsos, calciatore greco
- 9 agosto - James Robinson, giocatore di football americano statunitense
- 9 agosto - Irv Smith Jr., giocatore di football americano statunitense
- 10 agosto - Gianfranco Chávez, calciatore peruviano
- 10 agosto - Emilio Estevez Tsai, calciatore taiwanese
- 10 agosto - Nikita Gojlo, calciatore russo
- 10 agosto - Tessa Grubbs, pallavolista statunitense
- 10 agosto - Matías Gómez, calciatore argentino
- 10 agosto - Oki, rapper polacco
- 10 agosto - Sacha Killeya-Jones, cestista statunitense
- 10 agosto - Daan Klomp, calciatore olandese
- 10 agosto - Brian Komen, mezzofondista keniano
- 10 agosto - Sharlene Mawdsley, velocista irlandese
- 10 agosto - Danylo Muraško, aviatore e militare ucraino († 2023)
- 10 agosto - Mukhtar Suleiman, calciatore olandese
- 10 agosto - Eythora Thorsdottir, ginnasta olandese
- 11 agosto - Adeleke Akinyemi, calciatore nigeriano
- 11 agosto - Khamis Al Hammadi, calciatore emiratino
- 11 agosto - Marlon Davidson, giocatore di football americano statunitense
- 11 agosto - Juan Miguel Echevarría, lunghista cubano
- 11 agosto - Pepelu, calciatore spagnolo
- 11 agosto - Federico Giraudo, calciatore italiano
- 11 agosto - Atsuki Itō, calciatore giapponese
- 11 agosto - Nicolas Janvier, calciatore francese
- 11 agosto - Gabriel Mentz, calciatore brasiliano
- 11 agosto - Shayne Pattynama, calciatore olandese
- 11 agosto - Abde Rebbach, calciatore algerino
- 11 agosto - Enrica Rinaldi, lottatrice italiana
- 11 agosto - Vebjørn Sørum, biatleta norvegese
- 11 agosto - Zhang Mengyu, taekwondoka cinese
- 11 agosto - Mihael Žaper, calciatore croato
- 12 agosto - Mihaela Ciolacu, calciatrice rumena
- 12 agosto - Marco Di Pizzo, cestista italiano
- 12 agosto - Robert Hainsey, giocatore di football americano statunitense
- 12 agosto - Derrick Harvey jr, giocatore di football americano statunitense
- 12 agosto - Hava, rapper tedesca
- 12 agosto - Kur Kuath, cestista sudsudanese
- 12 agosto - Micaela Levaggi, mezzofondista argentina
- 12 agosto - Daryl Louise, calciatore seychellese
- 12 agosto - Rudy Pankow, attore statunitense
- 12 agosto - Beny Jr, rapper marocchino
- 12 agosto - Auston Trusty, calciatore statunitense
- 12 agosto - Stefanos Tsitsipas, tennista greco
- 13 agosto - Lisa Ajax, cantante svedese
- 13 agosto - Arina Averina, ex ginnasta russa
- 13 agosto - Dina Averina, ex ginnasta russa
- 13 agosto - Francisco Cerúndolo, tennista argentino
- 13 agosto - Adamou Djibo, calciatore nigerino
- 13 agosto - Kobita Dookhee, giocatrice di badminton mauriziana
- 13 agosto - Dalma Gálfi, tennista ungherese
- 13 agosto - Eukene Larrarte, pistard e ciclista su strada spagnola
- 13 agosto - Young Leosia, cantante e rapper polacca
- 13 agosto - Yoan Meriño, tuffatore cubano
- 13 agosto - Dīmītrīs Nikolaou, calciatore greco
- 13 agosto - Osa Odighizuwa, giocatore di football americano statunitense
- 13 agosto - Alan Pichot, scacchista argentino
- 13 agosto - Valerie van Roon, nuotatrice olandese
- 13 agosto - Neal Sako, cestista francese
- 13 agosto - Justin Schoenefeld, sciatore freestyle statunitense
- 13 agosto - Ángela Torres, attrice e cantante argentina
- 13 agosto - Milton Valenzuela, calciatore argentino
- 13 agosto - Israel Wanagalya, giocatore di badminton ugandese
- 14 agosto - Martin Adamec, calciatore slovacco
- 14 agosto - Loris Cresson, pilota motociclistico belga
- 14 agosto - Hörður Ingi Gunnarsson, calciatore islandese
- 14 agosto - Jalen Harris, cestista statunitense
- 14 agosto - Doechii, rapper e cantante statunitense
- 14 agosto - Norbert Huber, pallavolista polacco
- 14 agosto - Jordi López, ciclista su strada spagnolo
- 14 agosto - Gabriel Osho, calciatore inglese
- 14 agosto - Magnus Retsius Grødem, calciatore norvegese
- 14 agosto - Loreintz Rosier, calciatore francese
- 14 agosto - Dávid Šípoš, calciatore slovacco
- 14 agosto - Marius Ștefănescu, calciatore rumeno
- 15 agosto - Alejandro Della Nave, ex calciatore uruguaiano
- 15 agosto - Bruno Fernando, cestista angolano
- 15 agosto - Gulliver McGrath, attore australiano
- 15 agosto - Giovanna Pedroso, tuffatrice brasiliana
- 15 agosto - Ndifreke Udo, calciatore nigeriano
- 15 agosto - Jari Vlak, calciatore olandese
- 15 agosto - Neven Đurasek, calciatore croato
- 16 agosto - Gonzalo Goñi, calciatore argentino
- 16 agosto - Cyril Langevine, cestista guyanese
- 16 agosto - Dominic Lobalu, mezzofondista sudsudanese
- 16 agosto - Aimé Mabika, calciatore zambiano
- 16 agosto - Alex Raffaelli, hockeista su pista italiano
- 16 agosto - Antoine Winfield Jr., giocatore di football americano statunitense
- 16 agosto - Martin Zlomislić, calciatore bosniaco
- 17 agosto - Iván Barbero, calciatore spagnolo
- 17 agosto - Dembo Darboe, calciatore gambiano
- 17 agosto - Divine Deablo, giocatore di football americano statunitense
- 17 agosto - Walmer Martínez, calciatore statunitense
- 17 agosto - Ilinca, cantante rumena
- 17 agosto - Simone Mazzocchi, calciatore italiano
- 17 agosto - Agustín Oliveros, calciatore uruguaiano
- 17 agosto - Fabian Rohner, calciatore svizzero
- 17 agosto - Eleonora Romanova, ginnasta russa
- 17 agosto - André Vidigal, calciatore portoghese
- 17 agosto - Yoshinobu Yamamoto, giocatore di baseball giapponese
- 18 agosto - Matteo Berti, cestista italiano
- 18 agosto - Clairo, cantautrice statunitense
- 18 agosto - Antonio Flecca, taekwondoka italiano
- 18 agosto - Nick Fuentes, attivista statunitense
- 18 agosto - Talina Gantenbein, sciatrice freestyle svizzera
- 18 agosto - Kylin Hill, giocatore di football americano statunitense
- 18 agosto - Michael Jerrell, giocatore di football americano statunitense
- 18 agosto - Ozan Kökçü, calciatore azero
- 18 agosto - Yannis Letard, calciatore francese
- 18 agosto - Phillip Menzel, calciatore tedesco
- 18 agosto - Parviz Nasibov, lottatore ucraino
- 18 agosto - Juan Nazareno, calciatore ecuadoriano
- 18 agosto - Lucas Niang, giocatore di football americano statunitense
- 18 agosto - Chuma Okeke, cestista statunitense
- 18 agosto - Cameron Puertas, calciatore spagnolo
- 18 agosto - Jevhen Smyrnyj, calciatore ucraino
- 18 agosto - Lucia Stafford, mezzofondista canadese
- 18 agosto - Zach Wright, giocatore di football americano statunitense
- 19 agosto - Sandra Alonso, ciclista su strada e pistard spagnola
- 19 agosto - Franko Burraj, velocista albanese
- 19 agosto - Lawrence Chaziya, calciatore malawiano
- 19 agosto - Eric Fagúndez, ciclista su strada uruguaiano
- 19 agosto - Paolo Fernandes, calciatore spagnolo
- 19 agosto - Hunter Long, giocatore di football americano statunitense
- 19 agosto - Andreas Mihaiu, calciatore rumeno
- 19 agosto - Dmitrij Rybčinskij, calciatore russo
- 20 agosto - Léo Bolgado, calciatore brasiliano
- 20 agosto - NoCap, rapper statunitense
- 20 agosto - Bennet Hundt, cestista tedesco
- 20 agosto - Kylian Kaïboué, calciatore francese
- 20 agosto - Lieke Klaver, velocista olandese
- 20 agosto - Anton Kryvocjuk, calciatore ucraino
- 20 agosto - Albin Lohikangas, calciatore svedese
- 20 agosto - Aari McDonald, cestista statunitense
- 20 agosto - Nicolás Rodríguez, calciatore uruguaiano
- 20 agosto - Ricardo Velho, calciatore portoghese
- 20 agosto - Paulo André de Oliveira, velocista brasiliano
- 21 agosto - Fredrik André Bjørkan, calciatore norvegese
- 21 agosto - Karlo Butić, calciatore croato
- 21 agosto - Jade Chynoweth, attrice e ballerina statunitense
- 21 agosto - Jair Díaz, calciatore messicano
- 21 agosto - Madeleine Egle, slittinista austriaca
- 21 agosto - Óscar Fernández, giocatore di calcio a 5 venezuelano
- 21 agosto - Alan Franco Palma, calciatore ecuadoriano
- 21 agosto - Hady Habib, tennista libanese
- 21 agosto - Mikiah Herbert Harrigan, cestista britannica
- 21 agosto - Francisco Ipiñazar, hockeista su pista argentino
- 21 agosto - Athanasios Kynigakis, nuotatore greco
- 21 agosto - Admiral Muskwe, calciatore zimbabwese
- 21 agosto - Ali Nullmeyer, sciatrice alpina canadese
- 21 agosto - Andri Ragettli, sciatore freestyle svizzero
- 21 agosto - Florin Tița, lottatore rumeno
- 22 agosto - Stanislav Bilen'kyj, calciatore ucraino
- 22 agosto - Mauro Cachi, calciatore argentino
- 22 agosto - Kole Hall, calciatore bermudiano
- 22 agosto - Cameron Humphreys, calciatore inglese
- 22 agosto - Momoko Kobori, tennista giapponese
- 22 agosto - Sebastian Kowalczyk, calciatore polacco
- 22 agosto - Jacopo Larizza, pallavolista italiano
- 22 agosto - Koumba Larroque, lottatrice francese
- 22 agosto - Youssef Maleh, calciatore marocchino
- 22 agosto - Taishi Matsumoto, calciatore giapponese
- 22 agosto - David Miletić, giocatore di football americano tedesco
- 22 agosto - Kamil Pestka, calciatore polacco
- 22 agosto - Hans Nunoo Sarpei, calciatore ghanese
- 22 agosto - Yang Liujing, marciatrice cinese
- 23 agosto - Gabriel Bitar, calciatore libanese
- 23 agosto - Alejandro de la Cruz, ginnasta cubano
- 23 agosto - Sherel Floranus, calciatore olandese
- 23 agosto - Leki Fotu, giocatore di football americano statunitense
- 23 agosto - Morten Hulgaard, ex ciclista su strada danese
- 23 agosto - Fernando Juárez, calciatore argentino
- 23 agosto - Aleksej Kenjajkin, calciatore russo
- 23 agosto - Kamohelo Mahlatsi, calciatore sudafricano
- 23 agosto - Lena Papadakis, tennista tedesca
- 23 agosto - Bryan Reyna, calciatore peruviano
- 23 agosto - P.J. Washington, cestista statunitense
- 24 agosto - Aizar Akmatov, calciatore kirghiso
- 24 agosto - Vladimiro Etson António Félix, calciatore angolano
- 24 agosto - Kawaan Baker, giocatore di football americano statunitense
- 24 agosto - Julian Blackmon, giocatore di football americano statunitense
- 24 agosto - Maaike Boogaard, ciclista su strada olandese
- 24 agosto - Zdravko Dimitrov, calciatore bulgaro
- 24 agosto - Hugo Dyrendahl, giocatore di football americano svedese
- 24 agosto - Marc Hirschi, ciclista su strada e pistard svizzero
- 24 agosto - Lassi Lappalainen, calciatore finlandese
- 24 agosto - Mason Miller, giocatore di baseball statunitense
- 24 agosto - Ivan Olejnikov, calciatore russo
- 24 agosto - Robin Packalen, cantante finlandese
- 24 agosto - Joaquín Piquerez, calciatore uruguaiano
- 24 agosto - Anna Rakel Pétursdóttir, calciatrice islandese
- 24 agosto - Sofia Richie, modella statunitense
- 24 agosto - Livio Simonet, sciatore alpino svizzero
- 25 agosto - Léo Anguenot, sciatore alpino francese
- 25 agosto - Ruben Apers, ciclista su strada belga
- 25 agosto - Sam Bone, calciatore inglese
- 25 agosto - Ben Cleveland, giocatore di football americano statunitense
- 25 agosto - Martín García, calciatore argentino
- 25 agosto - Christian Gomis, calciatore senegalese
- 25 agosto - Edgar Grigoryan, calciatore armeno
- 25 agosto - Carmen Haro, sciatrice alpina francese
- 25 agosto - Marko Johansson, calciatore svedese
- 25 agosto - Markell Johnson, cestista statunitense
- 25 agosto - Tyler Johnson, giocatore di football americano statunitense
- 25 agosto - Abraham Mateo, cantautore, produttore discografico e attore spagnolo
- 25 agosto - China Anne McClain, attrice e cantante statunitense
- 25 agosto - Terrell Lewis, giocatore di football americano statunitense
- 25 agosto - Zhang Jiankang, giocatore di snooker cinese
- 26 agosto - Gwendal Bisch, tuffatore francese
- 26 agosto - Tristan Borges, calciatore canadese
- 26 agosto - Leonardo Cecchi, attore, cantante e ballerino statunitense
- 26 agosto - Trey Cunningham, ostacolista statunitense
- 26 agosto - Charlie Gillespie, attore, cantante e chitarrista canadese
- 26 agosto - Jeon So-yeon, rapper, cantautrice e compositrice sudcoreana
- 26 agosto - Aleksandra Kustova, saltatrice con gli sci russa
- 26 agosto - Kyle Magennis, calciatore scozzese
- 26 agosto - Dennis Man, calciatore rumeno
- 26 agosto - Tobías Ostchega, calciatore argentino
- 26 agosto - Scott Tiffoney, calciatore scozzese
- 26 agosto - Malik Williams, cestista statunitense
- 27 agosto - Erika Brown, nuotatrice statunitense
- 27 agosto - Herenilson, calciatore angolano
- 27 agosto - Jorge García Hurtado, calciatore nicaraguense
- 27 agosto - Robin Hack, calciatore tedesco
- 27 agosto - Kevin Huerter, cestista statunitense
- 27 agosto - Jhivvan Jackson, cestista portoricano
- 27 agosto - Andrej Lopatin, cestista russo
- 27 agosto - Matheus Nunes, calciatore brasiliano
- 27 agosto - Sebastian Rivera, lottatore portoricano
- 27 agosto - Diego Rosa, calciatore uruguaiano
- 27 agosto - Serxho Ujka, calciatore albanese
- 27 agosto - Moisés Villarroel Angulo, calciatore boliviano
- 27 agosto - Rod Wave, rapper e cantautore statunitense
- 28 agosto - Himawari Akaho, cestista giapponese
- 28 agosto - Fabian Ehmann, calciatore austriaco
- 28 agosto - Haruka Fukuhara, doppiatrice, cantante e modella giapponese
- 28 agosto - Milica Gardašević, lunghista serba
- 28 agosto - Mia Healey, attrice australiana
- 28 agosto - Daiki Kaneko, calciatore giapponese
- 28 agosto - Jakub Klíma, calciatore ceco
- 28 agosto - Iryna Koljadenko, lottatrice ucraina
- 28 agosto - Weston McKennie, calciatore statunitense
- 28 agosto - Kai Merk, calciatore tedesco
- 28 agosto - Sylwia Przybysz, cantante polacca
- 28 agosto - Assaf Tzur, calciatore israeliano
- 28 agosto - Ayase Ueda, calciatore giapponese
- 28 agosto - Dar'ja Ustinova, nuotatrice russa
- 28 agosto - Sharone Vernon-Evans, pallavolista canadese
- 28 agosto - Aaliyah Wilson, cestista statunitense
- 29 agosto - Eris Abedini, calciatore kosovaro
- 29 agosto - Bilal Boutobba, calciatore francese
- 29 agosto - Simon Carr, ciclista su strada britannico
- 29 agosto - Bizarrap, produttore discografico e disc jockey argentino
- 29 agosto - Simão Júnior, calciatore portoghese
- 29 agosto - Aleksandar Kovacevic, tennista statunitense
- 29 agosto - Alexander Martino, cestista svizzero
- 29 agosto - Mateo Montenegro, calciatore argentino
- 29 agosto - Patrick Nwadike, calciatore svedese
- 29 agosto - Daeqwon Plowden, cestista statunitense
- 29 agosto - Giulio Pranno, attore italiano
- 29 agosto - Karla Prodan, judoka croata
- 29 agosto - Guga, calciatore brasiliano
- 29 agosto - Kojiro Shiga, lottatore giapponese
- 29 agosto - Miguel Tavares, calciatore portoghese
- 29 agosto - Enzo Ybañez, calciatore argentino
- 30 agosto - Charles Boli, calciatore francese
- 30 agosto - Nate Darling, cestista canadese
- 30 agosto - Alex Dobre, calciatore rumeno
- 30 agosto - Marius Marin, calciatore rumeno
- 30 agosto - Santiago Merlo, ex calciatore uruguaiano
- 30 agosto - Aljaž Ploj, calciatore sloveno
- 30 agosto - Mihai Velisar, calciatore rumeno
- 30 agosto - Uzi, rapper turco
- 31 agosto - Michael Agbekpornu, calciatore ghanese
- 31 agosto - Alex Barcello, cestista statunitense
- 31 agosto - Markquese Bell, giocatore di football americano statunitense
- 31 agosto - Richard Freudenberg, ex cestista tedesco
- 31 agosto - Elias Hadaya, calciatore svedese
- 31 agosto - Ty Okada, giocatore di football americano statunitense
- 31 agosto - Brady Russell, giocatore di football americano statunitense
- 31 agosto - Rashid Shaheed, giocatore di football americano statunitense
- 31 agosto - Ross Whyte, giocatore di curling britannico